# Philip Young
Philip Young (Lexington (Massachusetts), 9 mei 1910 - Arlington (Virginia), 15 januari 1987) was een Amerikaans econoom die tussen 1957 en 1960 ambassadeur in Nederland was.

## Biografie
Philip Young werd geboren als de zoon van Owen D. Young, een industrieel uit de staat New York. Hij studeerde aan de St. Lawrence University en behaalde zijn MBA aan de Harvard-universiteit in 1933. Vervolgens ging hij als econoom werken bij de Securities and Exchange Commission waar hij tot 1938 werkte. In dat jaar maakte Young de overstap naar het ministerie van Financiën. Aldaar was hij betrokken bij het opstellen van de Leen- en Pachtwet bij het begin van de Tweede Wereldoorlog.
Young was gedurende de oorlog lieutenant commander bij de United States Navy. Na de oorlog werd Young 1948 deken van de business school van de Columbia-universiteit. Gedurende deze periode werkte hij nauw samen met Dwight D. Eisenhower waar deze president van de universiteit was. Toen  Eisenhower in 1953 president van de Verenigde Staten werd verkreeg Young een positie in diens persoonlijke staf. In 1957 werd hij door de president benoemd tot ambassadeur in Nederland, een positie die hij ruim drie jaar bekleedde.
Na zijn terugkeer in Amerika diende hij als uitvoerend directeur van de Amerikaanse raad voor de Internationale Kamer van Koophandel. Young bezette deze positie tot 1965. Vervolgens werkte hij enige jaren als managementconsultant voor hij met pensioen ging.
- Library of Congress Control Number: no2008117482
- National Archives and Records Administration: 10612084
- SNAC: w6hp1b1b
- Virtual International Authority File: 71209411
- WorldCat: E39PBJjHcQtj9JB3qVrR7MCRKd